# Autoritratto come allegoria della Pittura (Elisabetta Sirani)
Autoritratto come allegoria della Pittura è un dipinto della pittrice italiana Elisabetta Sirani, realizzato nel 1658 e conservato presso il Museo Puškin delle belle arti di Mosca.

## Descrizione
In questo autoritratto, dipinto per un notaio del vescovado della sua città, l'autrice si raffigura al lavoro mentre è intenta a dipingere circondata da oggetti vari. Alla sua destra è visibile una scultura antica, mentre alla sua sinistra ci sono dei libri sottostanti a una penna e a un calamaio. Sul tavolo su cui i libri poggiano è leggibile la firma con la data: "ELISAB.TA SIRANI F. 1658".
La pittrice scelse di rappresentare questi oggetti per sottolineare la cultura umanistica con cui era stata cresciuta, affermando la sua identità artistica e intellettuale in un dipinto che assume quindi un valore autobiografico. L'artista ci mostra così una consapevolezza che aveva delle proprie capacità, visibile anche nella fierezza dello sguardo e nella decisione dei tratti.
Infatti la padronanza sia pittorica che cromatica è già notevole, nonostante la giovane età della pittrice che nell'anno in cui eseguì il dipinto aveva vent'anni.